# Каменный век на территории Азербайджана
Каменный век на территории нынешнего Азербайджана был изучен на стоянках в таких районах, как Карабах, Газах, Лерик, Гобустан и Нахичевань. Материалы из камня впервые были обнаружены во время археологической экспедиции под руководством Мамедали Гусейнова в ущелье Шорсу, расположенном вблизи деревни Гира Казарман Агстафинского района. В результате экспедиции было выявлено, что люди поселились на данной территории два миллиона лет назад. В эпоху каменного века существовало два вида людей: Homo neanderthalensis и Homo sapiens.

## Палеолит

### Нижний палеолит
Ашельская культура по праву считается второй стадией развития Гуручайской культуры. Образцы Ашельской культуры были обнаружены на нынешней Газахского района. Обнаружение остатков животных свидетельствует о том. Что охота являлась главным занятием людей в Ашельский период. Орудия труда изготавливались в основном из кварца, кремня, базальта, известняка, халцедона и др.

### Средний палеолит
Период среднего палеолита длился начиная со 100 тысяч лет назад по 35 тысяч лет назад. Данный период вошел в историю под названием «Эпоха Мустье». Образ жизни древних людей, проживающих в эпоху среднего палеолита, был изучен на основе памятником материальной культуры, обнаруженных на территории Карабахского (пещеры Азых, Таглар и Зар), Газахского (пещера Дамджылы) и Нахичеванского (пещера Газма) районов. Здесь было найдено более 2000 остроконечных орудий из камня и костей животных периода среднего палеолита. В этот период началось заселение людей на южных склонах Малого Кавказа, от Мильской низменности до Джейранчёльской равнины. Основными занятиями древних людей в этот период была охота и собирательство.

### Верхний палеолит
Верхний палеолит длился начиная с 40-35 тысяч лет назад по 12 тысяч лет назад. Орудия периода верхнего палеолита были найдены в пещерах Дамджылы и Зар, а также на территории Гобустана. Интенсивное развитие охоты привело к разделению труда между мужчинами и женщинами. Мужчины занимались охотой, в то время как женщины контролировали огонь, занимались шитьём, уходом за детьми и ведением домашнего хозяйства.

## Мезолит
Приблизительно 12 тысяч лет назад на смену верхнему палеолиту пришел мезолит (12.000-8.000 лет до н. э.). Данный период был изучен на основе каменных орудий и костей животных, найденных в пещере Дамджылы (Газахский район) и на территории Гобустана. Для периода мезолита характерно появление микролитических камней размером в 1-2 см в обиходе. Люди впервые начали приручать животных. Согласно исследованиям, проведенным в Гобустане, рыболовство играло важную роль.

## Неолит
Согласно археологическим исследованиям, в 7-6 тысячелетии до нашей эры на смену мезолиту пришёл неолит. Вследствие аграрной революции периода неолита, люди начали заселяться в районах, которые имеют благоприятные условия для ведения сельского хозяйства. Материальные и культурные образцы периода неолита были найдены в пещере Дамджылы, Гобустане, поселении Кюльтепе I (Нахичевань), Шомутепе, Тойретепе, Гаджи Элемханлы Тепе и других населенных пунктах. Гёйтепе — это неолитический археологический памятник, связанный с культурой Шомутепе и являющийся крупнейшим поселением раннего периода неолита на Южном Кавказе. Образцы керамики были обнаружены в Гобустане и Кюльтепе I.